# Октябрь (стадион)
Стадион «Октябрь» — учебно-спортивно-оздоровительный комплекс в Москве. Расположен по адресу: Живописная улица, д. 21, стр. 3.
Включает в себя Центральную спортивную арену (стадион), а также ещё несколько полей (три футбольных и два мини-футбольных), которые используются для учебно-тренировочных занятий детско-юношеской спортивной школы «ЦСКА». Главная арена имеет зрительскую трибуну в 3100 мест, натуральное покрытие без подогрева. В случаи если поле придет в негодность в преддверии матча, комплекс имеет 2 запасных поля, которые в обычное время используются командами как тренировочное поле.
В настоящее время арена является одной из основных для молодежной сборной России по футболу. Так же является резервным тренировочным стадионом ПФК ЦСКА. При этом стадион гостеприимно принимает товарищеские матчи других клубов.
Долгое время ПФК ЦСКА (U-21) в рамках матчей молодежного первенства России, принимали на главной арене своих соперников. На данный момент молодежь играет на третьем поле.
Так же стадион является одной из домашних арен молодежной сборной России по футболу.

## История
Достоверно нет точной даты открытия стадиона, но известно, что официальный первый матч стадион принял 16 апреля 1978 года, где «Красная Пресня» Москва приняла команду «Динамо» Брест  в рамках 3-го тура чемпионата СССР 1978 (вторая лига), рассудил матч — Белоусов Василий Николаевич.
Несмотря на скромность стадиона, основная команда ПФК ЦСКА в период с 2012—2017 проводила серию летних товарищеских матчей именно здесь. В 2019 году летом основная команда ЦСКА провела два матча на основном поле. На данный момент основное поле принадлежит молодёжной команде ЦСКА, при этом молодёжный состав чаще проводит свои игры на третьем поле.
Летом 2020 года ФК «Балтика» провела серию из 6 товарищеских матчей на этом стадионе. 18 июля 2021 года стадион принял товарищеский матч, приуроченный к открытию нового сезона М-Лиги, в котором молодёжная команда ЦСКА сыграла вничью 0:0 с командой блоггеров «Амкал». Прямая трансляция матча осуществлялась телеканалом «Матч! Премьер».

### Второе поле
В 2008 началось обустройство комплекса, рядом с основным полем было решено построить поле чуть меньшее по размерам, для юниоров ПФК ЦСКА. Поле имеет синтетический газон, размер поля составляет 63×95 м. Тем самым номинально данное поле является вторым. На сегодняшний момент поле используются так же в коммерческих целях, на котором играет множество любительских команд.

### Третье поле
В 2015 году на территории комплекса появилось два мини поля с искусственным газоном и ещё одно полноразмерное футбольное. Оно стало третьим по счету, на нем стала активно играть молодежь ЦСКА. Первый матч состоялся летом 2016 года между молодёжной командой ЦСКА и ФК «Домодедово» (1:1). Помимо «красно-синих», поле сдается в аренду ряду любительских команд. В бытность использования дублем ЦСКА этого поля, принято его считать вторым.
В начале сезона 2021/22 несколько домашних матчей в первенстве второго дивизиона ФНЛ и матч 1/128 финала Кубка России на этом поле («поле у гостиницы») провёл ФК «Родина».

### Кубок России
В 1995, когда стадион арендовал ФК «Мосэнерго», хозяева в 1/128 на «Октябре» встретили «Динамо-2» Москва, тот матч закончился победой хозяев 2:0. В следующем раунде хозяева принимали «Титан» Реутов, где проиграли гостям 1:2 и выбыли из кубка.
В следующий раз стадион удостоился чести принимать кубок России лишь в 2006 году, где «Фортуна» Мытищи «схлестнулась» с «Торпедо-РГ» Москва, домашняя арена не помогла Мытищам и команда выбыла из кубка.

## Клубные спортивные мероприятия и Пользователи

### Футбол (главный стадион)
| Годы соревнований | турнир                                            | команда                         |
| ----------------- | ------------------------------------------------- | ------------------------------- |
| 1978—1979         | Чемпионат СССР (вторая лига)                      | «Красная Пресня» Москва         |
| 1978—1989         | Чемпионат СССР среди дублеров                     | «Динамо» Москва (дубль)         |
| 1987—1994         | Чемпионат СССР и Первенство России                | «Динамо-2» Москва               |
| 1992—1995         | Первенство России (третья лига) , Кубок России    | «Мосэнерго» Москва              |
| 1997              | Первенство России (третья лига)                   | ЦСКА Москва (дубль)             |
| 2002, 2003        | Первенство России (второй дивизион)               | «Уралан ПЛЮС» Москва            |
| 2002              | Первенство России (второй дивизион)               | «Краснознаменск» Краснознаменск |
| 2004              | Первенство России (второй дивизион)               | «Титан» Москва                  |
| 2005 — н. в.      | Молодёжное первенство России, Юношеская лига УЕФА | ПФК ЦСКА Москва (мол.)          |
| 2006              | Первенство России (второй дивизион)               | «Фортуна» Мытищи                |
| 2008, 2010        | Первенство России (второй дивизион)               | «Торпедо-ЗИЛ» Москва            |
| 2012 — н. в.      | Товарищеские матчи                                | ПФК ЦСКА Москва                 |
| 2019 — н. в.      | Юношеская футбольная лига                         | ПФК ЦСКА Москва (U-17)          |

### Регби
| Годы соревнований | турнир                               | команды                 |
| ----------------- | ------------------------------------ | ----------------------- |
| 1980 — 1990       |                                      | МАИ                     |
| 2016 — 2017       | «Гран-при серия по регби-7» в Москве | Сборная России по регби |